# Einkochen

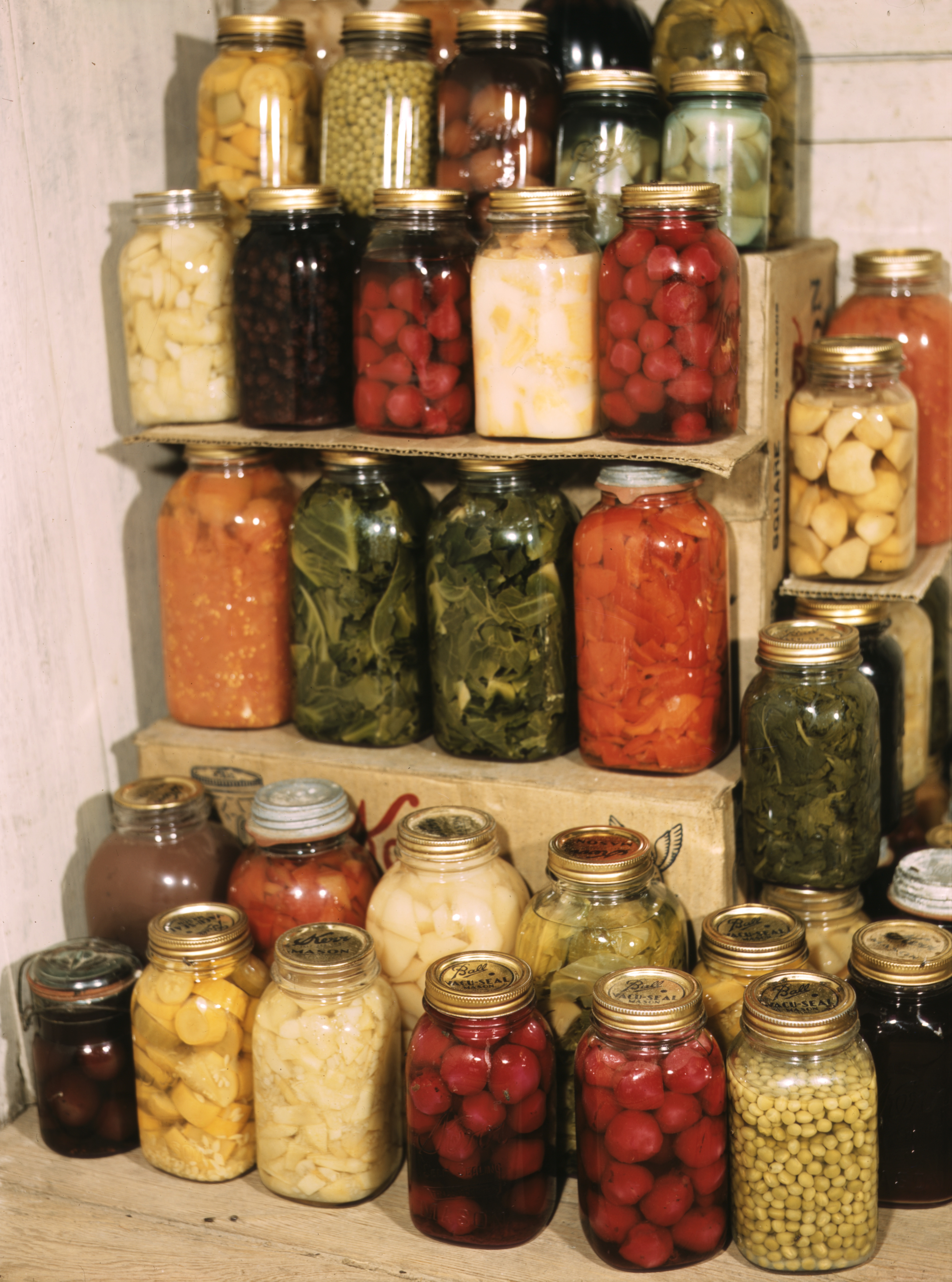
Eingemachtes: Gestapelte Gläser mit Einkochgut

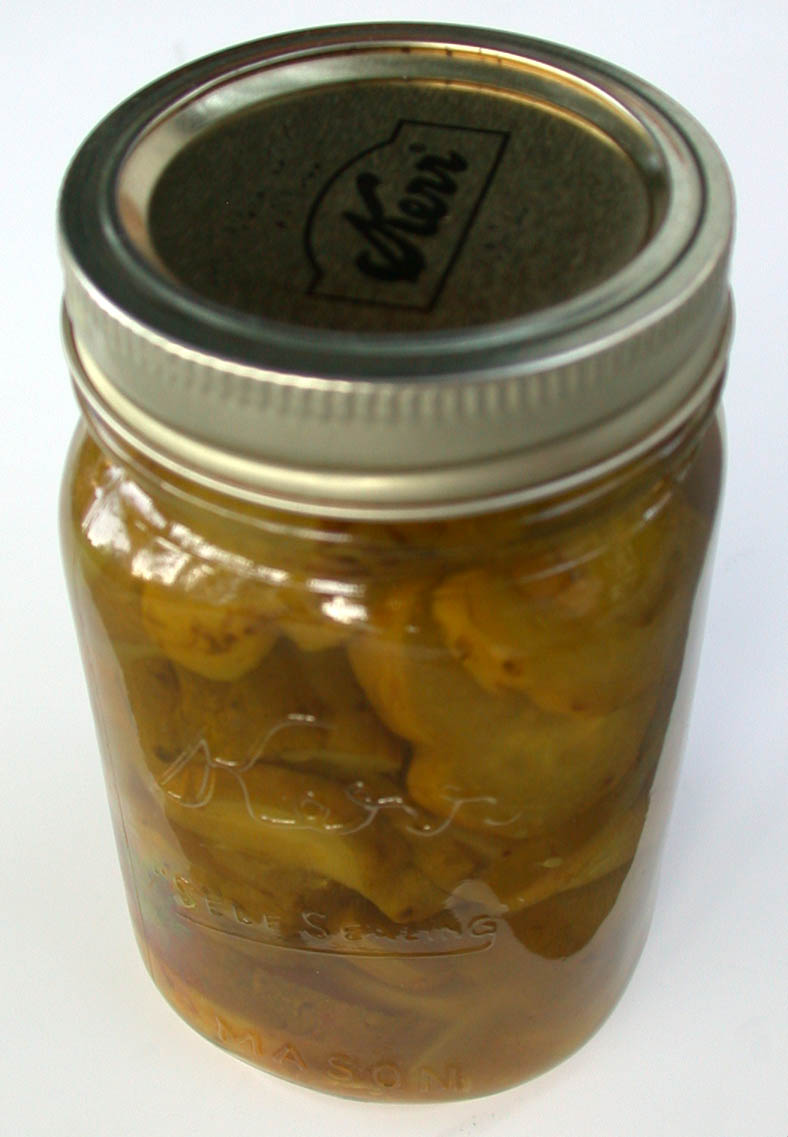
Gefülltes Einmachglas, hier mit Schraubverschluss

Einkochen, Einmachen oder Eindünsten ist eine physikalische Methode, Lebensmittel durch Erhitzen und hermetisches Abdichten zu konservieren.
Das zu konservierende Gut wird erhitzt oder gekocht und heiß abgefüllt, oder es werden bereits befüllte Flaschen oder Gläser in einem Topf mit Wasser erhitzt oder gekocht. Die Deckel funktionieren dabei wie Ventile und schließen das Glas beim Abkühlen durch Unterdruck luftdicht ab. Dadurch können keine Bakterien oder Sporen von Pilzen mehr hineingelangen, wenn deren maximale Überlebenstemperatur unterschritten wird.
Das Einmachen ist als Konservierungsmethode aufgrund der niedrigeren maximal erreichbaren Temperatur (100 °C, es herrscht nahezu Atmosphärendruck) während des Konservierungsvorganges zwar nicht so zuverlässig wie das Haltbarmachen des Inhaltes von zum Beispiel Konservendosen in einem Autoklaven, kann dafür in jedem Privathaushalt praktiziert werden.
Das Synonym Einwecken ist von der Verwendung der ehemals patentierten Gläser des Unternehmers Johann Carl Weck abgeleitet; das vor allem in Österreich und Süddeutschland geläufige Synonym Einrexen von der beim Einwecken üblichen Verwendung von Einkochzubehör der ehemaligen Firma Rex-Konservenglas-Gesellschaft (1907–1925 in Bad Homburg vor der Höhe), deren Markenname und Patente 1926 an die Firma Weck in Öflingen verkauft wurden, die den Namen mit Tochterfirmen noch bis 1984 nutzte. 2016 belebte ein österreichisches Unternehmen den Markennamen wieder.

## Methoden

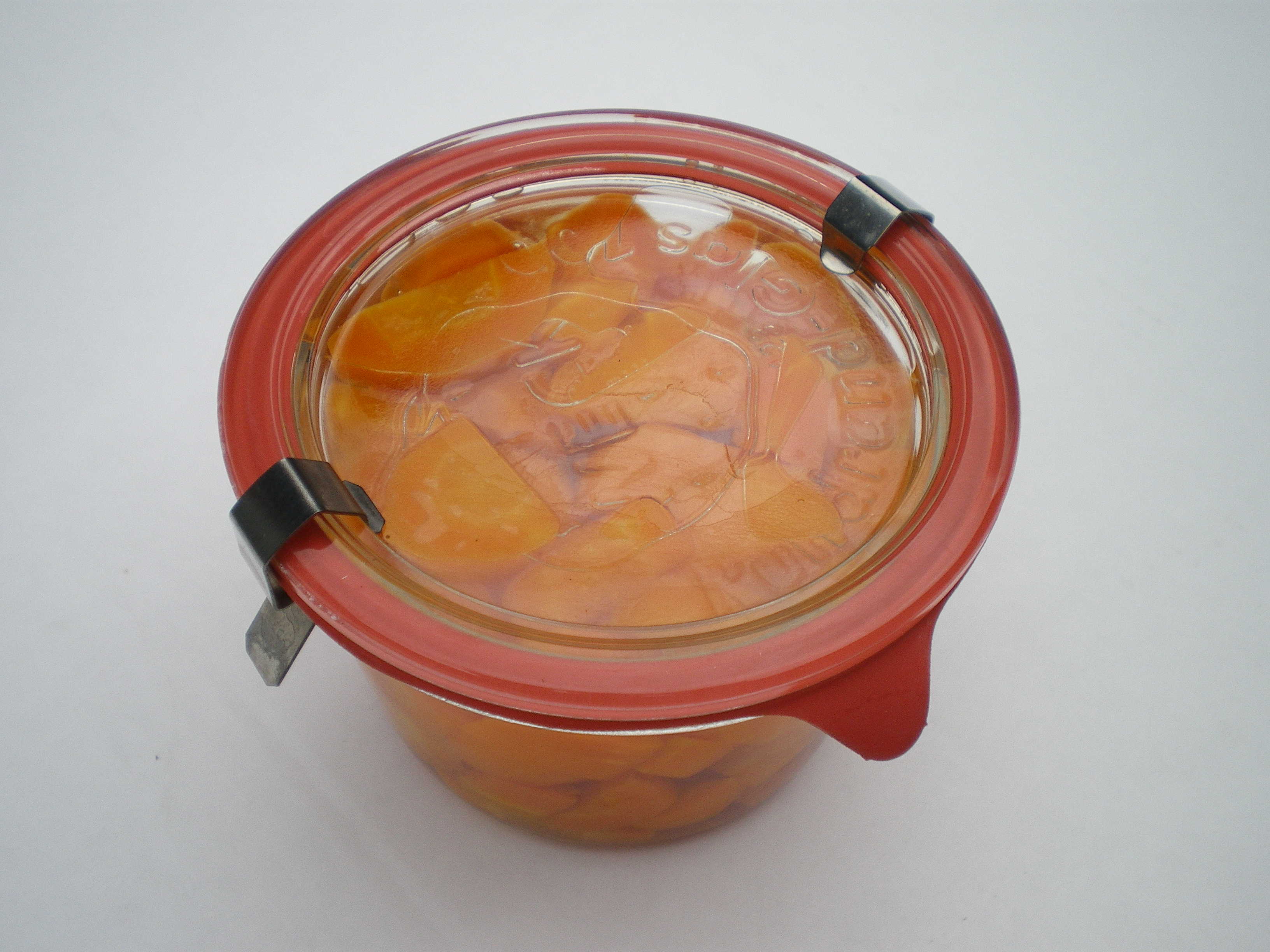
Weckglas mit Federklammern und Gummiring

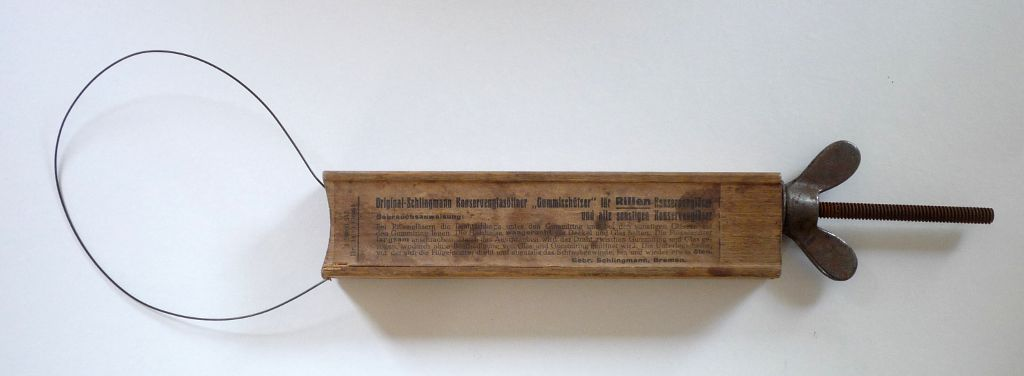
Konservenglasöffner: der Drahtring wurde im Bereich des Dichtgummis rundum angelegt und mit der Flügelmutter zugezogen

Als Einkochgut eignen sich Obst, Gemüse, Pilze oder Fleisch bzw. daraus zubereitete Gerichte, soweit sie nicht besonders hitzeempfindlich sind. Sogar Kuchen kann in Einmachgläsern (bzw. Einweck-, Rex-, Einkoch-, Konfi- oder Weckgläsern) gebacken und zugleich haltbar gemacht werden (siehe hierzu auch „Glaskuchen“).
Die einzukochenden Lebensmittel werden vorgekocht oder roh evtl. mit zusätzlichem Wasser in Einkochgläser gefüllt und mit einem Gummiring und einem gläsernen Deckel bzw. einer Verschlusskappe verschlossen. Der Deckel wird während des Einkochvorganges mit einem Bügel bzw. einer Klammer aus Federstahl angedrückt. Drahtbügel/Klammern und der mit Gummiring gedichtete Deckel funktionieren dabei wie ein Überdruckventil. Zum Einkochen werden die Gläser in der Regel in einem Wasserbad (im Einkochtopf) bis zum Erreichen der je nach Einkochgut unterschiedlich hohen Einkochtemperatur erhitzt. Die Temperatur muss so lange gehalten werden, bis der komplette Inhalt vollständig erhitzt und sterilisiert ist. Hierzu bietet das Bundeszentrum für Ernährung Tabellen für wichtige Lebensmittel an. Tendenziell erfordern eiweißreiche Lebensmittel höhere Einkochtemperaturen, teilweise wurde zweimal in einen bestimmten Zeitabstand erhitzt, um auch resistente Entwicklungsstadien von Keimen abzutöten.
Um sämtliche Sporen ausgekeimter Botulismus-Bakterien und die von ihnen gebildeten Toxine zu neutralisieren, empfiehlt das Bundesinstitut für Risikobewertung, selbst eingekochtes Gemüse oder Fleisch entweder nach ein bis zwei Tagen Lagerung bei Zimmertemperatur erneut auf 100 Grad Kerntemperatur zu erhitzen oder Einwecktes direkt vor dem Verzehr auf 100 Grad Celsius zu erhitzen.
Statt in einem Wasserbad können Einkochgläser auch im Backofen erhitzt werden, wegen der gegen trockene Hitze empfindlichen Gummiringe ist diese Methode aber weniger empfehlenswert. Ohne von außen ablesbares Thermometer lässt sich die ausreichende und gleichmäßige Erhitzung der Gläser im Ofen nur daran erkennen, dass Blasen im Glas aufsteigen. Dies geschieht jedoch erst bei 100 Grad, eine Temperatur, die für empfindliches Obst bereits zu hoch ist. Auch das Einkochen im Schnellkochtopf ist möglich.
Nach dem vollständigen Abkühlen der Gläser samt Inhalt können Bügel bzw. Klammern entfernt werden. Während des Erhitzens hat sich die noch im Glas enthaltene Luft ausgedehnt und ist teilweise entwichen; beim Abkühlen zieht sich die Luft wieder zusammen und erzeugt einen starken Unterdruck, der den Deckel fest auf das Glas presst, sofern Glasrand und Gummiring sauber sind. Die oberen 3 bis 4 cm im Glas sollten frei bleiben, damit sich hochkochender Inhalt nicht zwischen Deckel und Glasrand absetzt.
Kühl und dunkel gelagert bleibt Eingekochtes für mehrere Monate bis Jahre haltbar. Ein nach Lagerungszeit nur noch locker aufliegender Deckel kann ein Zeichen für die Verderbnis des Eingemachten sein, da dies ein Zeichen für entstandene Gärgase ist und ein undichter Verschluss Keime eindringen lässt.
Der Deckel kann nach dem Erhitzen mit folgenden Methoden verschlossen werden:
- Einkochtropfen: Vor Aufsetzen des Deckels wird in dessen Innenseite eine brennbare, konservierende Flüssigkeit (z. B. Alkohol mit Benzoesäure[9]) entzündet. Das Glas verschließt sich nach Erlöschen durch den Unterdruck.
- Stopfen mit Gummischlauch und Diffusordüse zum Anschluss an den Teekessel („Consator“): der Dampf wird zwischen Deckel und gefülltes Glas geblasen, bis Rand und Deckel erhitzt sind, dann wird die flache Düse herausgezogen und der Deckel sofort ganz aufgesetzt. Es bildet sich sofort ein Unterdruck, der den Deckel festhält.[10]

## Geschichte

Werbung der Firma Weck im Jahre 1911

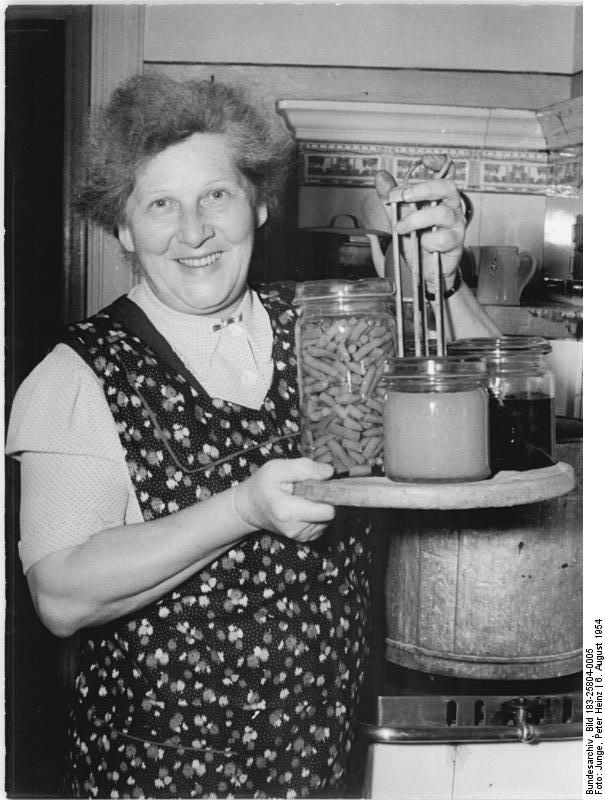
Frau mit Gläsern auf dem Topfeinsatz; im Hintergrund rechts der Einkochtopf (1954)

Ursprünglich war das Einkochen von Denis Papin erfunden worden, der schon um 1700 Experimente mit der Konservierung von Gelees und Kochfleisch in mit Kitt abgedichteten Kupfertöpfen machte. Offenbar hatte Papin aber die Bedeutung seiner Entdeckung nicht erkannt – es blieb bei Laborversuchen.
Die erneute Erfindung des Einkochens geht auf eine Initiative Napoleon Bonapartes zurück, der einen Preis von 12.000 Goldfranken für die Erfindung eines Verfahrens zur Konservierung von Lebensmitteln aussetzte, um seine Truppen auf Kriegszügen besser versorgen zu können. Den Preis gewann 1810 der französische Koch Nicolas Appert, der 1790 entdeckt hatte, dass Lebensmittel durch Erhitzen auf 100 °C in geschlossenen Behältern haltbar werden.
In den 1880er Jahren entwickelte der Gelsenkirchener Chemiker Rudolf Rempel Gläser, deren Ränder glattgeschliffen waren und die mit Gummiringen und Blechdeckeln verschlossen wurden. Er konstruierte auch Apparate, um sie während des Einkochens geschlossen zu halten. Diese Erfindung ließ er sich 1892 patentieren. Zu seinen ersten Kunden gehörte Johann Carl Weck, der nach Rempels Tod 1893 das Patent und das Alleinverkaufsrecht an seinen Gläsern und Geräten erwarb.
Mit dem Kaufmann Georg van Eyck gründete Weck 1900 in Öflingen die Firma J. Weck u. Co. Der sich daraufhin rasch im gesamten deutschen Sprachraum ausbreitende umgangssprachliche Neologismus einwecken ist auf den Namen Weck zurückzuführen. 1934 wurde das neue Wort erstmals in den Duden aufgenommenen. Das Verfahren erschien seinerzeit revolutionär, da es wesentlich sicherer war als frühere Konservierungsverfahren und die Beschaffenheit der Lebensmittel nicht wesentlich verändert wurde (wie das z. B. beim Dörren von Obst der Fall ist). Außerdem eignete es sich für fast alle Lebensmittel, sodass z. B. auch übriggebliebene Speisereste eingekocht werden konnten.
Neben den Gläsern und Deckeln entwickelte und produzierte die Firma Weck auch weiteres Zubehör:
Außer den Gläsern sowie den zwischen Deckel und Glas einzulegenden Gummiringen bot die Firma einen Einkochtopf an, in dem die Gläser im Wasserbad erhitzt werden konnten, passend dazu einen Einsatz, auf dem die Gläser abgestellt wurden, um sie zum Topfboden auf Abstand zu halten. Der Einsatz hatte mittig ein Drahtgerüst zum Anheben und zur Aufnahme des Einkoch-Thermometers. Teilweise waren auch Klammern zum Andrücken der Glasdeckel angebracht. Später ging man dazu über, jedes Glas mit einer eigenen Klammer zu verschließen. Mit Hilfe des Einkoch-Thermometers, das durch den Deckel des Topfes ragte, konnte man die Temperatur kontrollieren.
Außer Gläsern für Obst, Gemüse und Fleisch wurden und werden auch Saftflaschen angeboten. Zur Gewinnung von Saft aus Obst und Gemüse verkaufte die Firma Weck einen der ersten Dampfentsafter. Zusätzlich wurden Rezeptbücher und eine Zeitschrift Die Frischhaltung herausgebracht, die das neue Verfahren bekannt machen sollten.
Neben der Firma Weck traten bald weitere Hersteller von Einmachgläsern auf den Markt, bekannte Markennamen sind Gerrix, Rex, Frauenlob, Ruhrglas, Heye, Victoria, Kieffer und andere, denn nahezu jede Glasfabrik bot nun auch Einmachgläser an.
Im Laufe der Jahrzehnte wurden verschiedene Glastypen entwickelt, die sich durch die Form von Deckel und Rand unterscheiden (Flachrandglas, Massivrandglas, Rillenglas und Rundrandglas).
Mit der Einführung von Zellglas (Cellophan) wurde dieses vor allem zum Verschluss von Marmeladengläsern verwendet.
Als Alternative zu den mit Gummiringen abgedichteten Weckglas-Deckeln wurden außerdem verwendet:
- Schraubverschlüsse
- Gummiringe zum Einmalgebrauch (Marke Inko/DDR), die beim Einkochen ausvulkanisierten, in Kombination mit mehrrilligen Gläsern.
- Dünne Weißblech- und Aluminiumdeckel zum Einmalgebrauch mit gummiertem Innenrand oder eingelegter Dichtung, die (mit einem Innenkonus) um eine feine außen am Glasrand liegende Rille gebördelt wurden.

Die Blütezeit des Einkochens war von Beginn des Ersten Weltkrieges bis in die 1960er Jahre. Zu Beginn des Zweiten Weltkrieges kochten ca. 90 Prozent aller deutschen Haushalte Obst, Gemüse, Fleisch und andere Lebensmittel ein.
Seit Tiefkühltruhen und -fächer in den Haushalten weit verbreitet sind, hat Tiefkühlen das Einkochen weitgehend abgelöst. Auch die ganzjährige Verfügbarkeit fast aller Lebensmittel hat dazu beigetragen, dass das Einkochen nicht mehr zum Anlegen von Vorräten erforderlich ist.
Im deutschsprachigen Raum kam das Einkochen nach der Jahrtausendwende wieder zunehmend in Mode, da es als nachhaltige und umweltfreundliche Alternative zum Kauf industriell eingemachter Lebensmittel in Einwegverpackungen betrachtet wird. Da die Notwendigkeit des Verarbeitens zudem nicht mehr besteht, wird die Tätigkeit außerdem mit anderen Augen betrachtet; es kann entspannend sein, Obst und Gemüse selbst zu verarbeiten, wobei die Zutatenliste deutlich kürzer ist, da auf nicht notwendige Zusatzstoffe verzichtet werden kann.

## Redewendung
Der Begriff Einkochen deutet ursprünglich den Gewichtsverlust und die dadurch bedingte Eindickung einer Nahrung durch Kochen an, zum Beispiel beim Einkochen einer Brühe infolge des durch Verdampfen bedingten Wasserverlustes.
Die Redewendung „ans Eingemachte gehen“ bedeutet so viel wie jetzt geht's ums Wesentliche, an die Substanz gehen; die Reserven angreifen und ist darauf zurückzuführen, dass früher Nahrungsmittel speziell für den Winter oder für Notzeiten eingekocht und haltbar gemacht wurden und als wichtige Reserve galten.
Die in der österreichischen Umgangssprache verwendete Redewendung „den muss ich mir einkochen“ oder „den hat sie sich eingekocht“ bedeutet eine partnerschaftliche Beziehung mit jemandem unter Zuhilfenahme von spezieller (weiblicher) Verführungskunst oder Kochkünsten herbeizuführen. Allerdings könnte dieser Begriff nicht nur von Einkochen im Sinne von Einwecken hergeleitet werden, sondern auch eine Analogie zu Einfangen sein.
Die im Wiener Raum vorkommende Redensart „das kannst Du Dir (ein)rexen“ bedeutet etwa „etwas aus dem Spiel bringen“ oder „das kannst Du (wie Eingekochtes im Keller) vergessen“.

## Abgrenzung
Das Einkochen ist eine von zahlreichen Methoden, Produkte haltbar zu machen, also gegen Verderb durch Mikroorganismen zu schützen.
Weitere Methoden, die teilweise auch kombiniert angewendet werden, sind:
- Einzuckern, häufig bei Obst angewendet.[15]
- Einsalzen (bzw. pökeln, wenn zusätzlich zum Salz noch Salpeter oder Nitrit eingesetzt werden), häufig bei Fleisch und Fisch angewendet.[15]
- Milchsäurevergärung (Sauerkraut, Brottrunk, Joghurt, Quark, Saure Bohnen, Salzgurken).[16]
- Bestrahlung (Keime werden durch ionisierende Strahlung abgetötet)
- Trocknen bzw. dörren (Wasser als Lebensgrundlage für Mikroorganismen wird entzogen)
- Räuchern (Kombination aus Einsalzen als erstem Schritt und Trocknung im Rauch eines Holzfeuers als zweitem Schritt)
- Kühlen bzw. Einfrieren (Verderbprozesse werden verlangsamt)

Insbesondere bei der Milchsäurevergärung wird das Einkochen als ergänzende Maßnahme gewählt.